# Terézváros
Terézváros (inglese: Theresa Town, tedesco: Theresienstadt) è il VI distretto di Budapest e fu chiamato così in onore della regina Maria Teresa d'Austria nel 1777, che aveva visitato i dintorni 26 anni prima, nel 1751.
Il territorio era stato dapprima abitato all'inizio del XVIII secolo, quando la vecchia città di Pest (oggi Belváros) era già completamente costruita, cosicché la gente doveva cercare alloggio fuori della città. Terézváros era uno dei dieci distretti che si erano formati quando fu creata la città di Budapest nel 1873.
Oggi Terézváros è il secondo distretto per dimensioni e densità di popolazione dopo il vicino Erzsébetváros.

## Posizione
Terézváros si trova nella parte Pest di Budapest.
Confinanti del VI Distretto sono (in senso orario da nord):
- Distretto XIII
- Distretto XIV: Zugló
- Distretto VII: Erzsébetváros ("Città di Elisabetta"), nota come storico quartiere ebraico
- Distretto V: Belváros-Lipótváros ("Centro città – città di Leopoldo")

## Luoghi e monumenti di interesse
- Piazza Kodai Kerond
- Viale Andrássy
- Linea M1
- Teatro dell'Opera di Stato ungherese
- Accademia musicale Franz Liszt
- Museo Casa del Terrore

## Politica
L'attuale sindaco del VI distretto di Budapest è Tamás Soproni (Momentum).
L'Assemblea del distretto, eletta nelle elezioni locali del 2019, è costituita da 15 membri (1 sindaco, 10 consiglieri MEP e 4 eletti nella lista di compensazione) divisi fra questi partiti e coalizioni:
- Momentum
- DK
- MSZP
- Fidesz
- LMP

### Elenco dei sindaci
| Membro         | Partito  | Data      |
| -------------- | -------- | --------- |
| Tibor Seiler   | SZDSZ    | 1990–1994 |
| György Borsány | MSZP     | 1994–1998 |
| György Farkas  | Fidesz   | 1998–2002 |
| István Verók   | MSZP     | 2002–2010 |
| Zsófia Hassay  | Fidesz   | 2010–2019 |
| Tamás Soproni  | Momentum | 2019–     |

## Amministrazione

### Gemellaggi
Terézváros è gemellata con:
- Lenti, Contea di Zala
- Kézdivásárhely, Romania
- Temerin, Serbia
- Zara, Croazia[2]